# Spicks and Specks
Albums de Bee Gees
The Bee Gees Sing and Play 14 Barry Gibb Songs
(1965) Bee Gees' 1st
(1967)
Spicks and Specks est le deuxième album des Bee Gees. Il a été enregistré en Australie en 1966 sous le nom de Monday's Rain. La chanson "Spicks and Specks" étant devenu leur premier grand succès. L'album s'est d'abord appelé Monday's Rain (très peu d'exemplaires sont sortis sous ce nom), puis il a été renommé rapidement Spicks and Specks afin de tirer profit du succès du single.
Cet album voit les premières compositions de Robin Gibb avec: "I Don't Know Why I Bother With Myself" et de Maurice avec: "Where Are You".

## Titres
Face 1
1. "Monday's Rain"
2. "How Many Birds"
3. "Playdown"
4. "Second Hand People"
5. "I Don't Know Why I Bother with Myself"
6. "Big Chance"

Face 2
1. "Spicks and Specks"
2. "Jingle Jangle"
3. "Tint of Blue"
4. "Where are You?"
5. "Born a Man"
6. "Glass House"

## Musiciens
- Barry Gibb - chant, guitare
- Robin Gibb - chant
- Maurice Gibb - chant, guitare, basse, piano
- John Robinson - basse
- Steve Kipner - chœurs
- Colin Petersen - batterie
- Russell Barnsley - batterie
- Geoff Grant - trompette